# 陸軍機甲学校 (アメリカ合衆国)
陸軍機甲学校 (アメリカ合衆国)（英：United States Army Armor School）は機甲科及び騎兵科の教育訓練を専門とするアメリカ陸軍の学校である。
その焦点は、陸軍の将兵に対して、M1エイブラムス戦車、M2ブラッドレー歩兵戦闘車、ストライカー装甲車、重火器、個人携行火器、無線機等の各種装備品を駆使した作戦及び戦術並びにその整備のための訓練を行うことである。
さらに海兵隊のM1エイブラムス戦車の訓練も受け持つ。

## 歴史
1940年10月1日、アドナ・R・チャーフィー准将の指導下でスティーブン・G・ヘンリー中佐（当時）によって、ケンタッキー州フォートノックスに創立された。当初は、戦車、装輪車、オートバイ、通信、戦術、砲術、戦闘工兵の7部門で構成されていた。
2010年、学校は、基地再調整・閉鎖(BRAC)プログラムに基づき、フォート・ベニングに移動した。

## 編成及び教育担当

### 固有編成
- 第194機甲旅団（新隊員教育を担当）
  - 第15騎兵連隊第2大隊
  - 第15騎兵連隊第5大隊
  - 第46歩兵連隊第1大隊
  - 第47歩兵連隊第2大隊
  - 第81機甲連隊第1大隊
  - 第30総務大隊（新隊員受入）
- 第316騎兵旅団（学校教育を担当）
  - 第16騎兵連隊第1大隊（指揮官教育及び教育支援）
  - 第16騎兵連隊第3大隊（騎兵科職種専門教育）
  - 第29歩兵連隊第1大隊（機甲科・歩兵科職種専門教育）

### 特別な編成
歩兵学校第199歩兵旅団第16騎兵連隊第2大隊（機甲幹部初級課程(ABOLC)）

## 学校教育

### 機甲幹部初級教育
機甲幹部初級課程(ABOLC)
騎兵科・機甲科職種の少尉・中尉に対して、砲の射撃、組・班・小隊の戦闘行動、整備、リーダーシップ、衛生、体育の教育を行う。 教育期間20週間。
学生は、多くの課目と4つの野外訓練演習を修了しなければならない。第1演習（5日間）は騎兵戦、第2演習は機甲戦、第3演習は市街地戦(COE)、第4演習は前の3個作戦の全ての課目を含む総合演習で、この10日間の激しい訓練は "the Gauntlet'（ガントレット）"として知られている。
本課程の教育担当部隊は、機甲学校所属部隊ではなく、歩兵学校所属の第199歩兵旅団第16騎兵連隊第2大隊である。

### 騎兵科職種専門教育

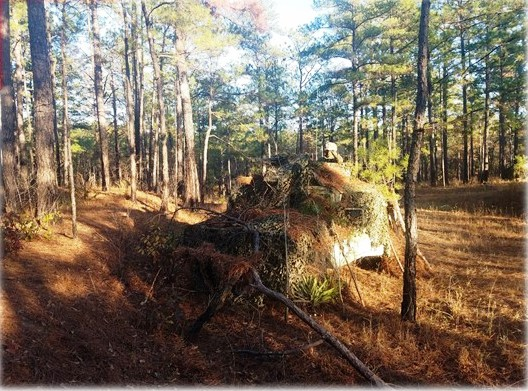
学生は隠蔽した車両を観測拠点として使用する（陸軍偵察課程(ARC)の訓練）。

騎兵リーダーズ課程(CLC)
機動大尉専門課程を修了するか大隊長から推薦された、准尉、中尉から中佐の将校及び戦闘指揮班下士官課程を修了した曹長以上の下士官に対して、高強度紛争及び対反乱作戦における騎兵中隊・騎兵大隊における戦術的な警戒監視の教育を行う。
教育期間は3週間。教育内容は、偵察計画の作成、偵察アセットの同調、偵察装備品の展開、偵察警戒の戦術技法、ミッション・コマンドである。
本課程は騎兵部隊の隊員だけでなく、地上作戦を支援する統合作戦の担当者も入校することが出来る。
陸軍偵察課程(ARC)
幹部初級課程を修了した少尉から大尉の将校及び戦闘指揮班下士官課程を修了した2等軍曹以上の下士官に対して、偵察警戒要領、斥候小隊のドクトリンの教育を行う。教育期間5週間。
教育内容は、主力から離れて行動する斥候小隊の運用法、UAV、空地協同、ナビゲーションの技術的事項を学ぶ。本課程は10日間の座学、13日間の野外訓練が行われる。本課程は、1986年、若年将校に偵察要領を指導するために創設された。
本課程は、1991年の湾岸戦争（砂漠の嵐作戦）において、その有用性が認められ、1995年に他の特技区分の将校に、2002年に下士官も入校できるようになった。
2018年現在、機甲幹部初級課程(ABOLC)を修了した将校はARCへの入校が推奨されている。そのため、学校は、2017年からABOLCの修了日とARCの開始日を連接させ、ABLOCの修了者全員が入校できるようにARCを8~12クラスに増加させている。
偵察監視リーダー課程(RSLC)
歩兵科または騎兵科の斥候、海兵隊、航空兵、特殊部隊、法執行機関、留学生等のあらゆる隊員に対して、偵察の基礎を教育する。教育期間5週間。
第1週目に光学、赤外線等の監視装置の取り扱い、7時間15kmのナビゲーション、偽装、追尾、監視所の選定と運営、隠密行動の訓練を行う。第2週目に短波(HF)、超短波(VHF)、極超短波(UHF)の無線通信（音声及びデータ）、潜入と離脱の訓練を行う。第3、4週目に作戦計画の作成、空路潜入、偵察監視、火力要求、離脱の実働訓練を行う。
学生は入校にあたり空挺またはレンジャーの資格は必要ない。
高度状況認識(ASA)
3等軍曹から大尉に対して、人間の行動パターンや認識の仕方の教育を行う。教育期間は4週間。
座学においては心理学やクリティカルシンキング等について学ぶ。
実習訓練においては、テロリストと住民が混在する集落を400~1,000mの距離から監視して異変の兆候を察知する要領、長老や集会を行っている人と話をして町全体の雰囲気を察知する要領、危険地域の地上標識の設置法などを学ぶ。
対IED戦術指導員(DCT-MT)
3等軍曹から1等軍曹に対して、中隊及び大隊レベルの対IED訓練指導員の養成教育を行う。教育期間は2週間。
第1週は、車載及び個人携行の対IED機材の操作、脅威判断、計画作成、部隊訓練、基本指導等について訓練する。第2週は中隊、小隊、分隊レベルの対IED演習を行う。
小型無人航空機システム指導員(SUAS)　
3等軍曹から1等軍曹に対して、グループ1無人航空機（RQ-11 レイヴン等）の操作、技術的事項、訓練管理、訓練指導法の教育を行う。教育期間3週間。
戦闘顧問訓練課程(CATC)
2等軍曹以上の隊員に対して、対外治安部隊の戦闘顧問になるための教育を行う。本課程の修了者は軍事顧問団の一員として治安部隊支援旅団とともに業務を行うことができる。

### 機甲科・歩兵科職種専門教育
マスター砲手・共通課程(MGCC)
3等軍曹から1等軍曹に対して、砲手の共通的事項、車載火器（M240機関銃、ブローニングM2重機関銃、Mk19 自動擲弾銃）の操作、射撃、訓練計画の作成・実施の教育を行う。教育期間6週間。
本課程を修了することによって、エイブラムス、ブラッドレー、ストライカーのマスター砲手課程への参加資格を得られる。
エイブラムス・マスター砲手課程(AMG)
3等軍曹から1等軍曹に対して、M1A1戦車とM1A2 SEP戦車の射撃、砲塔の整備、訓練管理の教育を行う。教育期間8週間。学生は6回の学科試験と全ての実技試験（正確度100%）を修了しなければならない。
本課程は1クラス18名の学生に対して2対1の割合で教官が配置される集中的な教育である。
ブラッドレー・リーダーズ課程(BLC)
少尉から大尉の将校及び3等軍曹から上級軍曹の下士官に対して、ブラッドレー歩兵戦闘車(BFV)を装備した機械化小隊（または班）の指揮官教育を行う。教育期間4週間。
BFVの実践的知識と技能、BFV指揮官の適性、計画作成能力、通信、ミッション・コマンド、小隊レベルの訓練管理等の能力を向上させる。
ブラッドレー・マスター砲手課程(BMG)
3等軍曹から1等軍曹に対して、ブラッドレー歩兵戦闘車の高度な砲手訓練、整備訓練、訓練管理の教育を行う。教育期間8週間。
ストライカー・リーダーズ課程(SLC)
少佐以下の将校及び1等軍曹以上の下士官に対して、ストライカー装甲車の整備、訓練管理、戦術の教育及び小隊長としての指揮官教育を行う。教育期間3週間。
ストライカー・マスター砲手課程(SMG)
3等軍曹から1等軍曹に対して、ブラッドレー歩兵戦闘車の高度な砲手訓練、整備訓練、訓練管理の教育を行う。教育期間8週間。
機動砲システム・指揮官課程(MGSCC)
将校及び特技兵から1等軍曹の下士官に対して、ストライカー機動砲システム（MGS）の技術的事項及び戦術の教育を行う。教育期間8週間。
戦車/機動砲指揮官（整備）課程(TCC)
中尉から中佐の将校及び3等軍曹から上級軍曹の下士官に対して、戦車砲及び機動砲システムの点検・整備、弾薬の適合、砲塔及び車体の故障排除の教育を行う。教育期間2週間。
重火器・リーダーズ課程(HWLC)
基礎訓練修了以上の者に対して、BGM-71 TOW及びFGM-148 ジャベリン対戦車ミサイル、ブローニングM2重機関銃、Mk19自動擲弾銃の技術的事項と射撃、機関銃理論及び訓練戦略、重火器の戦術的運用法（分隊～中隊）の教育を行う。教育期間2週間。
選抜射手・射撃指導員課程(MMTC)
3等軍曹から1等軍曹に対して、射撃指導要領、各種射撃要領（最大600m遠距離射撃、夜間射撃等）、ダットサイト、レーザー・赤外線照準器の操作の教育を行う。教育期間5週間。
狙撃課程
上等兵から2等軍曹に対して、狙撃、情報収集、対狙撃、指名関心地域(NAI)への潜入と監視、IEDの阻止、敵への妨害の教育を行う。教育期間7週間。
射撃訓練は、高度な射撃法、基地及び未知の遠距離射撃、移動目標射撃、様々な気象条件での視界制限下の射撃を行う。行動訓練は、高度な偽装、隠密行動、目標検出及び標定、戦場情報準備(IPB)、報告要領、狙撃戦術を行う。
格闘課程
近接格闘とその指導要領の教育を行う。教育期間4週間。
シミュレーション訓練指導員課程(SMTC)
3等軍曹から1等軍曹に対して、中隊及び大隊レベルのシミュレーションによる射撃訓練の指導員としての教育を行う。

## 指導員の選抜
学校の指導員は第316騎兵旅団の隊員である。指導員認証の過程は厳しく、下士官は当初、陸軍基本指導員課程を経て資格を得た後、適切な指導と戦術の技法を集中して学ぶ2週間の課程を修了して、機甲学校及び第316騎兵旅団から認証されなければならない。
資格と認証の両方を得ることによって、指導員はフォートノックス指導員徽章を制服に装着することが許される。

## その他
- 学校は四半期毎に、訓練、演習、作戦、ドクトリン、装備、歴史、諸外国軍の動向等の論文を掲載した軍事専門誌『アーマー』を出版する。
- 学校はサウジアラビア軍、エジプト軍、ヨルダン軍、ギリシャ軍、トルコ軍からの留学生を受け入れている。留学生の大部分は機甲幹部初級課程(ABOLC)に参加する。